# Michael Valgren
Michael Valgren Andersen (Østerild, 7 februari 1992) is een Deens wielrenner die anno 2024 rijdt voor EF Education-EasyPost.

## Loopbaan
Valgren werd professioneel wielrenner in 2011. Hij reed toen voor Glud & Marstrand–LRØ. In 2014 sloot hij zich aan bij de Tinkoff-ploeg. Op 1 augustus 2016 werd bekend dat hij Tinkoff zou verruilen voor Astana Pro Team, waar hij een contract voor twee jaar had getekend.
Op 19 juni 2022 kwam Valgren zwaar ten val in de Route d'Occitanie. Hij liep een bekkenbreuk, ontwrichte heup en knieblessure op en zou de rest van het seizoen niet meer in actie komen.

## Palmares

### Overwinningen
2009
1e etappe GP Général Patton
1e etappe Ronde van Lunigiana
2010
1e etappe Ronde van Himmelfart
Eindklassement Ronde van Himmelfart
2011
 Deens kampioen ploegentijdrit, Elite (met Lasse Bøchman, Christopher Juul-Jensen, Daniel Foder Holm, Jimmi Sørensen en Troels Vinther)
2012
Luik-Bastenaken-Luik, Beloften
 Deens kampioen ploegentijdrit, Elite (met Sebastian Lander, Niki Østergaard, Lasse Bøchman, André Steensen en Rasmus Sterobo)
2013
Luik-Bastenaken-Luik, Beloften
3e etappe Flèche du Sud
Eind- en jongerenklassement Flèche du Sud
3e etappe Ronde van de Toekomst
2014
 Deens kampioen op de weg, Elite
Eind- en jongerenklassement Ronde van Denemarken
2015
Jongerenklassement Ronde van Dubai
2016
3e etappe Ronde van Denemarken
Eindklassement Ronde van Denemarken
2018
Omloop Het Nieuwsblad
Amstel Gold Race
2021
Ronde van Toscane
Coppa Sabatini

### Resultaten in voornaamste wedstrijden
| Jaar | Ronde van Italië | Ronde van Frankrijk | Ronde van Spanje |
| ---- | ---------------- | ------------------- | ---------------- |
| 2014 |                  |                     | 128e             |
| 2015 |                  | opgave              |                  |
| 2016 |                  | 77e                 |                  |
| 2017 |                  | 61e                 |                  |
| 2018 |                  | 44e                 |                  |
| 2019 |                  | 75e                 |                  |
| 2020 |                  | 73e                 | 33e              |
| 2021 |                  | 53e                 |                  |
| 2022 |                  |                     |                  |
| 2023 |                  |                     |                  |
| 2024 | 38e              |                     |                  |
| 2025 |                  | 72e                 |                  |

| Jaar | Milaan-San Remo | Gent-Wevelgem | Ronde van Vlaanderen | Parijs-Roubaix | Amstel Gold Race | Luik-Bast.‑Luik | Ronde van Lombardije | Omloop Het Nieuwsblad | Waalse Pijl | E3 Harelbeke |  | WK op de weg |  | Wereldranglijsten |
| ---- | --------------- | ------------- | -------------------- | -------------- | ---------------- | --------------- | -------------------- | --------------------- | ----------- | ------------ |  | ------------ |  | ----------------- |
| 2014 |                 |               |                      |                | 123e             | opgave          |                      |                       | opgave      |              |  | 20e          |  |                   |
| 2015 |                 |               |                      |                | 22e              | opgave          |                      |                       | opgave      |              |  | 67e          |  |                   |
| 2016 |                 |               |                      |                | ↑                | 14e             |                      |                       | 96e         |              |  |              |  | 76e (UWT)         |
| 2017 | 35e             | 33e           | 11e                  |                | 35e              |                 |                      | 30e                   | opgave      | 6e           |  | 21e          |  | 92e (UWT)         |
| 2018 | 97e             | 26e           | 4e                   |                | ↑                | 19e             |                      | ↑                     | 50e         | 14e          |  | 7e           |  | 12e (UWT)         |
| 2019 |                 | opgave        | 102e                 |                | 53e              | opgave          | 40e                  | 45e                   | 100e        | 39e          |  | 6e           |  | 80e (UWR)         |
| 2020 | 99e             | 93e           | 21e                  |                |                  | opgave          |                      | 21e                   |             |              |  | 11e          |  |                   |
| 2021 | 52e             |               | opgave               | opgave         | 13e              | 58e             |                      |                       | 46e         |              |  | ↑            |  |                   |
| 2022 | 25e             | 35e           | 36e                  |                | 15e              |                 |                      | opgave                |             | 20e          |  |              |  |                   |
| 2023 |                 |               |                      |                |                  |                 |                      |                       |             |              |  |              |  |                   |
| 2024 | 100e            | 36e           | 45e                  |                |                  |                 |                      | 67e                   |             | 74e          |  | opgave       |  |                   |
| 2025 |                 |               |                      |                |                  |                 |                      | 132e                  |             |              |  |              |  |                   |

### Resultaten in kleinere rondes
| Jaar | Tour Down Under | Tirreno-Adriatico | Parijs-Nice | Ronde van Catalonië | Ronde van het Baskenland | Ronde van Romandië | Critérium du Dauphiné | Ronde van Zwitserland | Eneco Tour | Ronde van Peking |
| ---- | --------------- | ----------------- | ----------- | ------------------- | ------------------------ | ------------------ | --------------------- | --------------------- | ---------- | ---------------- |
| 2014 | 80e             |                   |             |                     |                          |                    | 106e                  |                       |            | 67e              |
| 2015 |                 |                   | 42e         | opgave              |                          |                    |                       | 63e                   | 26e        |                  |
| 2016 | 86e             |                   | 99e         |                     | 51e                      |                    | 90e                   |                       | opgave     |                  |
| 2017 | 64e             |                   | 72e         |                     | 67e                      |                    | 76e                   |                       | 6e         |                  |
| 2018 | 26e             |                   | 31e         |                     |                          |                    | 23e                   |                       | 50e        |                  |
| 2019 | 37e             | opgave            |             |                     |                          |                    |                       |                       |            |                  |
| 2020 |                 |                   | 27e         |                     |                          |                    | opgave                |                       |            |                  |
| 2021 |                 |                   |             | 72e                 |                          |                    | 24e                   |                       |            |                  |
| 2022 |                 | 81e               |             |                     |                          |                    |                       |                       |            |                  |
| 2023 |                 |                   |             |                     |                          |                    |                       |                       |            |                  |
| 2024 |                 |                   | 45e         |                     |                          | 91e                |                       |                       |            |                  |

## Ploegen
- 2011 –  Glud & Marstrand-LRØ
- 2012 –  Glud & Marstrand-LRØ
- 2013 –  Team Cult Energy
- 2014 –  Tinkoff-Saxo
- 2015 –  Tinkoff-Saxo
- 2016 –  Tinkoff
- 2017 –  Astana Pro Team
- 2018 –  Astana Pro Team
- 2019 –  Team Dimension Data
- 2020 –  NTT Pro Cycling
- 2021 –  EF Education-Nippo
- 2022 –  EF Education-EasyPost
- 2023 –  EF Education-NIPPO Development Team
- 2024 –  EF Education-EasyPost
- 2025 –  EF Education-EasyPost

Beltrán · Bennati · Boaro · Breschel · Contador · Hansen · Hernández · Juul-Jensen · Kolář · Kreuziger · Kroon · Kump · Majka · McCarthy · Mørkøv · Paulinho · Petrov · Pires · Poljański · Roche · Rogers · Rovny · C.A. Sørensen · N. Sørensen · Sutherland · Tosatto · Troesov · Valgren · Zaugg · Guldhammer (stagiair)
Basso · Beltrán · Bennati · Boaro · Bodnar · Breschel · Broett · Contador · Hansen · Hernández · Juul-Jensen · Kišerlovski · Kolář · Kreuziger · Majka · McCarthy · Mørkøv · Paulinho · Petrov · Pires · Poljański · Rogers · Rovny · J. Sagan · P. Sagan  · Sørensen · Tosatto · Troesov · Valgren · Zaugg · Gogl (stagiair) · Großschartner (stagiair) · Tolhoek (stagiair)
Baška · Bennati · Blythe · Boaro · Bodnar · Broett · Contador · Gatto · Gogl · Hansen · Hernández · Kišerlovski · Kolář · Kreuziger · Majka · McCarthy · Paulinho · Petrov · Poljański · Rogers · Rovny · J. Sagan · P. Sagan   · Tosatto · Trofimov · Troesov · Valgren · Ballerini (stagiair) · Fortunato (stagiair) · Montagnoli (stagiair)
Aru · Bilbao · Bïjigitov · Breschel · Cataldo · De Vreese · Fominykh · Fuglsang · Gatto · Groezdev · Hansen · Hryvko · Kamışev · Kangert · Korsæth · Loetsenko · López · Minali · Moser · Qojatajev · Sánchez · Scarponi · Stalnov · Tiralongo · Tlewbajev · Tsjernetski · Valgren · Zacharov · Zejts · Gïdïç (stagiair) · Lauk (stagiair)
Bilbao · Bïjigitov · Cataldo · Cort · De Vreese · Fominykh · Fraile · Fuglsang · Gatto · Gïdïç · Groezdev · Hansen · Hirt · Houle · Hryvko · Kangert · Korsæth · Loetsenko · López · Minali · Moser · Qojatajev · Sánchez · Stalnov · Tlewbajev · Tsjernetski · Valgren · Villella · Zacharov · Zejts
Bak · Boasson Hagen · Cavendish · Cummings · Davies · de Bod · Dlamini · Eisel · Gasparotto · Gebreigzabhier · Gibbons · J. Janse van Rensburg · R. Janse van Rensburg · King · Kreuziger · Mäder · Meintjes · Nizzolo · O'Connor · Renshaw · Slagter · Thomson · Tiller · Valgren · Venter · Vermote · Wyss
Barbero · Battistella · Boasson Hagen · Campenaerts · Carbel · De Bod · Dlamini · Dyball · Gasparotto · Gebreigzabhier · Gibbons · Gogl · Iribe · Janse van Rensburg · King · Kreuziger · Mäder · Meintjes · Nizzolo  · O'Connor · Pozzovivo · Sobrero · Stokbro · Sunderland · Thomson · Tiller · Valgren · Walscheid · Wyss
Arroyave Cañas · Barta · Beppu · Van den Berg · Bettiol · Bissegger · Caicedo · Camargo · Carr · Carthy · Cort · Craddock · Docker · El Fares · Van Garderen tot en met 21 juni · Guerreiro · Higuita · Hofland · Howes · Keukeleire · Langeveld · Morton · Nakane · Owen · Powless · Rutsch · Scully · Urán · Valgren · Whelan
Arroyave Cañas · Bettiol · Bissegger   · Caicedo · Camargo · Carr · Carthy · Cepeda (vanaf 1/8) · Chaves · Cort · Doull · Eiking · Guerreiro · Healy · Howes (tot 31/7) · Keukeleire · Kudus · Langeveld · Morton (tot 31/7) · Nakane · Padun · Piccolo (vanaf 1/8) · Powless · Quinn · Rutsch · Scully · Shaw · Steinhauser · Urán · Valgren · J. van den Berg · M. van den Berg · Wiśniowski
Amador · Beloki · Bettiol(tot 14/8) · Bissegger · Carapaz · Carr · Carthy · Cepeda · Chaves · Costa · de Bod · Doull · Healy · Honoré · Nerurkar · Piccolo(tot 21/6) · Powless · Quinn · Rafferty · Rootkin-Gray · Rutsch · Ryan · Shaw · Steinhauser · Sweeny · Todome · Urán · Valgren · van den Berg · van der Lee · Hlady (stagiair) · Lovidius (stagiair)